# Lenoxus apicalis
Lenoxus apicalis је врста глодара из породице хрчкова (Cricetidae).

## Распрострањење
Врста има станиште у Боливији и Перуу.

## Станиште
Станиште врсте су шуме од 1.100 до 2.500 метара надморске висине. 
Врста је присутна на планинском венцу Анда у Јужној Америци.

## Угроженост
Ова врста није угрожена, и наведена је као последња брига јер има широко распрострањење.